# 彼得·克拉斯霍斯特
彼得·克拉斯霍斯特（荷蘭語：Peter Klashorst，1957年2月11日—2024年9月11日），是一位荷兰画家、雕刻家和摄影师。

## 生平

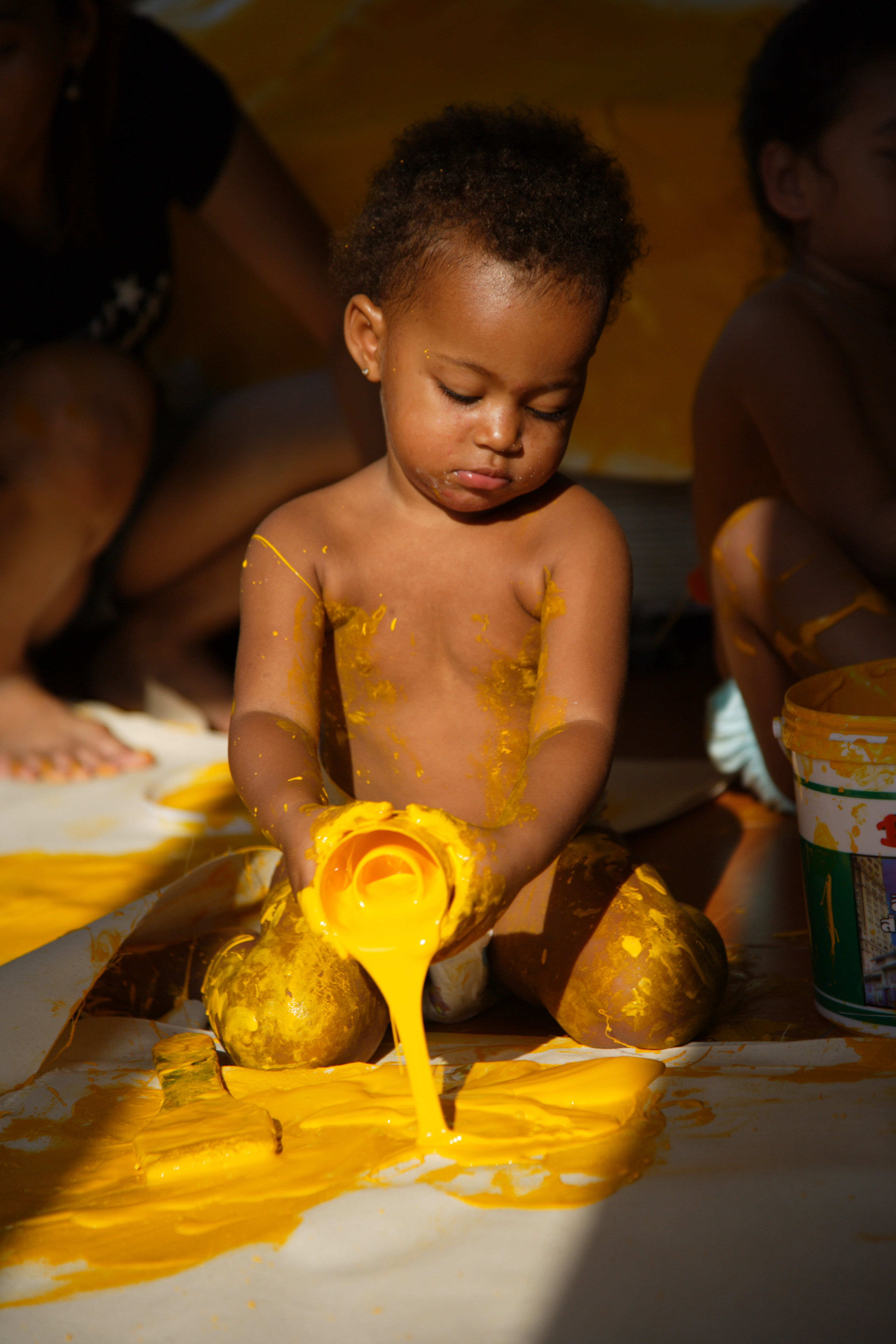
克拉斯霍斯特作品——玩黄色颜料的男孩

克拉斯霍斯特的绘画和摄影作品对准年轻女性，特别是荷兰和一些非洲国家的人。他在非洲有一个妻子和孩子。 2000年，在穆斯林的主要地区塞内加尔，他的艺术使他被警察拘留了几个星期。由于他描绘当地妇女的裸体画，而涉嫌利用卖淫，生活放荡，制作淫秽图片。最终他通过贿赂官员使自己获得了自由，并潜入冈比亚逃离了该国。另外，2003年他也因为色情画被冈比亚驱逐出境。
2003年，克拉斯霍斯特短暂进入政坛，当时他的党派为“O O Den Haag”，后来退出了选举。2006年，他再度和一个新党“Huisje Boompje Beestje”参加阿姆斯特丹的市政选举，最终没有获得足够的选票。
2005年，由Robert Vuijsje编撰的传记《King Klashorst》出版。

## 外部連結
- Peter Klashorst （页面存档备份，存于）
- 彼得·克拉斯霍斯特在Flickr上的页面